# Шабуров, Валентин Иванович
Валентин Иванович Шабуров (15 октября 1923 — 1 июня 2003) — командир взвода 990-го стрелкового полка, 230-й стрелковой дивизии, 9-го стрелкового корпуса, 5-й ударной армии, 1-го Белорусского фронта, лейтенант. Герой Советского Союза. Русский.

## Биография
Родился 15 октября 1923 года в деревне Луговая Ирбитского уезда Екатеринбургской губернии (ныне — Артёмовского района Свердловской области) в крестьянской семье.
С 1931 года с родителями переехал в поселок Монетный, где в 1939 году окончил 9 классов школы № 10. В том же году поступил в Свердловское педагогическое училище, но окончил только 3 курса.
В Красной Армии с февраля 1942 года. В действующей армии с апреля 1942 года. Уже из армии был направлен командованием на учебу в военно-пехотное училище, которое окончил в 1944 году. Воевал командиром взвода в составе 990-го стрелкового полка, 230-й стрелковой дивизии, 9-го стрелкового корпуса, 5-й ударной армии, 1-го Белорусского фронта. Участвовал в боях за Кишинёв и Одессу, за освобождение Польши, был дважды ранен.
Командир взвода 990-го стрелкового полка комсомолец лейтенант В. И. Шабуров отличился в уличных боях в столице гитлеровской Германии — Берлине.
30 апреля 1945 года лейтенант В. И. Шабуров получил задачу овладеть зданием типографии на Альт-Якобштрассе. Увлекая за собой бойцов, он ворвался в здание и завязал рукопашную схватку с гитлеровцами. Был ранен, но остался в строю, гранатой уничтожил вражеский пулемёт. В здании были захвачены сейфы с ценными оперативными документами и картами.
Указом Президиума Верховного Совета СССР от 15 мая 1946 года за умелое командование взводом, образцовое выполнение боевых заданий командования и проявленные мужество и героизм в боях с немецко-фашистскими захватчиками лейтенанту Шабурову Валентину Ивановичу присвоено звание Героя Советского Союза с вручением ордена Ленина и медали «Золотая Звезда».
Также награждён двумя орденами Отечественной войны 1-й степени (08.02.1945), орденом Красной Звезды (03.01.1945), медалями Медаль «За освобождение Варшавы» (09.06.1945), Медаль «За взятие Берлина» (09.06.1945), Медаль «За победу над Германией в Великой Отечественной войне 1941—1945 гг.» (09.05.1945).
После войны уволен в запас. В 1950 году окончил фельдшерско-акушерскую школу и вновь был призван в армию. Учился в Военно-морской медицинской академии.
С 1954 года старший лейтенант медицинской службы В. И. Шабуров — в запасе, а затем в отставке. Член КПСС с 1955 года.
Жил в городе Екатеринбург. До 1983 года занимал должность заместителя начальника областной морской школы ДОСААФ.
Умер 1 июня 2003 года. Похоронен на кладбище поселка Монетный рядом с супругой Анной Ивановной.
Именем Героя названа улица в родной деревне.